# Puig d'Albanyà
El Puig d'Albanyà  és una muntanya de 524 metres que es troba entre els municipis d'Albanyà i de Cabanelles, a la comarca catalana de l'Alt Empordà.